# Europejska Rada ds. Badań Naukowych
Europejska Rada ds. Badań Naukowych (ERBN, ang. European Research Council, ERC) – niezależna instytucja mająca na celu wspieranie wysokiej jakości badań naukowych poprzez wspieranie najlepszych naukowców, inżynierów i pracowników akademickich, niezależnie od dziedziny badań.  Działa w ramach siódmego programu ramowego Unii Europejskiej w dziedzinie badań naukowych. Ustanowiona w lutym 2007 roku na mocy decyzji Rady 2006/972/WE (Dz. Urz. UE L 400 z 19.12.2006).
ERBN składa się z rady naukowej i agencji wykonawczej. Rada naukowa jest najwyższym organem decyzyjnym ERBN i ustala m.in. ogólną strategię działania. Jej członkowie są powoływani przez Komisję Europejską na czteroletnią kadencję. Przewodniczący rady naukowej jest jednocześnie przewodniczącym ERBN. Agencja wykonawcza wciela w życie strategię ERBN. 
ERBN jest odpowiedzialna przed Komisją Europejską.